# Liste der Bodendenkmale in Marienberg
In der Liste der Bodendenkmale in Marienberg sind die Bodendenkmale der Stadt Marienberg und ihrer Ortsteile nach dem Stand der Auflistung von Volkmar Geupel aus dem Jahr 1983 aufgelistet. Eventuelle Änderungen und Ergänzungen, insbesondere aus der Zeit nach der Wende, sind nicht berücksichtigt, da für Sachsen aktuell keine neueren allgemein zugänglichen Bodendenkmallisten vorliegen. Die Baudenkmale sind in der Liste der Kulturdenkmale in Marienberg aufgeführt.
| Denkmal-ID | Fundart            | Ortsteil          | Bezeichnung                                                  | Zeitstellung | Lage                                                                                               | Bemerkungen | Bild |
| ---------- | ------------------ | ----------------- | ------------------------------------------------------------ | ------------ | -------------------------------------------------------------------------------------------------- | --- | ---- |
| ?          | Befestigung > Burg | Marienberg        | Wehranlage „Nonnenfelsen“                                    | Mittelalter  | ostsüdöstlich von Pobershau auf dem Nonnenfelsen, Bergsporn in einer Schleife der Schwarzen Pockau | Höhenburg in Spornlage, unregelmäßig-ovale Anlage, Abschnittsgraben von Nordwesten über Westen nach Süden, Schutz seit 12. Juni 1980 |      |
| ?          | Altweg             | Marienberg        | Fernweg „Alte Görkauer Straße“                               | Mittelalter  | in Hilmersbach zwischen Bärengrundbach und Schwertflügelweg                                        | 1,5 km langes Teilstück der Alten Görkauer Straße, Schutz seit 1. Dezember 1959 |      |
| ?          | Befestigung > Burg | Niederlauterstein | Wehranlage „Lauterstein“, „Schlossruine“                     | Mittelalter  | südöstlicher Ortsausgang, Bergsporn über der Schwarzen Pockau                                      | Höhenburg in Spornlage, durch Schloss verändert, Ruinen erhalten, Abschnittsgraben im Westen eingeebnet, Schutz seit 25. November 1968 |      |
| ?          | Siedlung           | Niederlauterstein | Ortswüstung „Schwedengraben“, „Weiße Frau“                   | Mittelalter  | südöstlich des Orts, Geländezunge in einer Schleife der Schwarzen Pockau                           | Bergbausiedlung(?), unregelmäßig-viereckige Anlage mit umlaufendem Graben, vorgelagerte Altwege im Südwesten, Schutz seit 9. September 1974 |      |
| ?          | Befestigung > Burg | Zöblitz           | Wehranlage „Nidberg“, „Alter Latterstein“, „Löwenkopffelsen“ | Mittelalter  | westnordwestlich des Orts, Bergsporn über der Schwarzen Pockau                                     | Höhenburg in Spornlage, oberflächlich keine Reste mehr erkennbar, zwei Abschnittsgräben mit dazwischen liegendem Wall im Osten archäologisch nachgewiesen, Turmfundament im Osten (durch eine Scheune überbaut), davor ostsüdöstlich zwei weitere Abschnittsgräben und Wälle, Schutz seit 1. Dezember 1959 |      |
| ?          | Altweg             | Zöblitz           | Fernweg                                                      | Mittelalter  | westnordwestliches Ende der Schoßbergstraße                                                        | 200 m langes Teilstück des alten böhmischen Steigs von Chemnitz über Zschopau, Zöblitz und Rübenau nach Prag, Schutz seit 20. Juni 1975 |      |